# M (SAB)
M är ett signum i SAB som står för Etnografi, socialantropologi och etnologi.

## MEtnografi,socialantropologiochetnologi
- Ma Europa: allmänt
  - Mak Kelternas folkkultur
  - Mat Romernas folkkultur
- Mb Norden: allmänt
- Mc Sverige
  - Mca Svealand
  - Mcb Götaland
  - Mcc Norrland
  - Mcs Samer
  - Mcx Svensk folkkultur i utlandet
- Md Övriga norden
  - Mda Danmark
  - Mdb Norge
  - Mdc Island och Färöarna
  - Mdd Finland
- Me Brittiska öarna
- Mf Mellaneuropa
- Mh Schweiz
- Mi Italien
- Mj Frankrike
- Mk Spanien
- Ml Portugal
- Mm Östeuropa
- Mn Balkanländerna
- Mo Altaiska folk och Asien
- Mp Afrika, bantufolk och hamiter
- Mq Amerika och indianer
- Ms Polarområdena
- Mu Bebyggelse och byggnader
  - Mua Bebyggelse
  - Mub Byggnader
- Mv Föremål
- Mx Näringsliv och arbetsliv
  - Mxk Kosthållning
- My Samhälls- och Familjeliv
- Mz Folktro och sedvänjor
  - Mza Högtider och fester
    - Mzaj Julseder

  - Mzb Folkmedicin
  - Mzd Övertro och magi